# Liste der denkmalgeschützten Objekte in Wang (Niederösterreich)
Die Liste der denkmalgeschützten Objekte in Wang enthält die 5 denkmalgeschützten, unbeweglichen Objekte der Marktgemeinde Wang im niederösterreichischen Bezirk Scheibbs.

## Denkmäler
| Foto |                 | Denkmal                                                                 | Standort                                      | Beschreibung | Metadaten |
| ---- | --------------- | ----------------------------------------------------------------------- | --------------------------------------------- | --- | --- |
| ja   | Datei hochladen | Aufnahmsgebäude Wang, Mariazeller Bahn HERIS-ID: 28118 Objekt-ID: 24669 | Grieswang 9 Standort KG: Reidlingberg         | In Wang befindet sich ein Bahnhof der 1927 eröffneten Lokalbahn Ruprechtshofen–Gresten, einer Zweigstrecke der Mariazellerbahn. | BDA-Hist.: Q37918021 Status: Bescheid Stand der BDA-Liste: 2025-06-30 Name: Aufnahmsgebäude Wang, Mariazeller Bahn GstNr.: 753 Bahnhof Wang                             |
| ja   | Datei hochladen | Schloss/Gemeindeamt HERIS-ID: 24582 Objekt-ID: 20983                    | Oberer Markt 1 Standort KG: Wang              | Der dreigeschoßige Vierflügelbau entstand in mehreren Bauabschnitten. Im zweiten Viertel des 16. Jahrhunderts wurde eine dreiflügelige Anlage errichtet und im ersten Viertel des 17. Jahrhunderts erfolgte ein Ausbau zu einer Vierflügelanlage sowie im 18. Jahrhundert ein Umbau. Im Besonderen wurde dabei westseitig ein stark vorgezogener zweigeschoßiger Flügel errichtet. | BDA-Hist.: Q37885373 Status: § 2a Stand der BDA-Liste: 2025-06-30 Name: Schloss/ Gemeindeamt GstNr.: .69/1 Schloss/ Gemeindeamt (Wang (Niederösterreich))               |
| ja   | Datei hochladen | Kath. Filialkirche hl. Nikolaus HERIS-ID: 24585 Objekt-ID: 20987        | Pyhrafeld 3, gegenüber Standort KG: Pyhrafeld | In erhöhter Lage errichtete frühbarocke Saalkirche mit gotischer Kernsubstanz und historistischem Dachreiter. | BDA-Hist.: Q37885409 Status: § 2a Stand der BDA-Liste: 2025-06-30 Name: Kath. Filialkirche hl. Nikolaus GstNr.: 528 Kath. Filialkirche hl. Nikolaus (Wang)              |
| ja   | Datei hochladen | Pranger HERIS-ID: 24583 Objekt-ID: 20985                                | Oberer Markt 4 Standort KG: Wang              | Ein Pfeiler mit Steinkugel und Schellen – datiert mit 1553. | BDA-Hist.: Q37885391 Status: § 2a Stand der BDA-Liste: 2025-06-30 Name: Pranger GstNr.: 1356/1 Pranger (Wang (Niederösterreich))                                        |
| ja   | Datei hochladen | Ortsturm bzw. Marktturm HERIS-ID: 35251 Objekt-ID: 33922                | Oberer Markt 1, gegenüber Standort KG: Wang   | Ein ehemaliger Gemeindekotter, der 1636 errichtet wurde. Die Pyramidenspitze wurde in der zweiten Hälfte des 18. Jahrhunderts aufgesetzt. | BDA-Hist.: Q37962548 Status: Bescheid Stand der BDA-Liste: 2025-06-30 Name: Ortsturm bzw. Marktturm GstNr.: .150, .57 Ortsturm bzw. Marktturm (Wang (Niederösterreich)) |